# Політичні партії Боснії і Герцеговини
Боснія і Герцеговина має багатопартійну систему, в яких жодна партія часто не має шансів на владу, і партії повинні працювати один з одним для створення коаліційних урядів. Кожна етнічна спільнота має свою домінуючу політичну партію.

## Парламентські партії
| Назва | Назва | Аббр.   | Лідер               | Ідеологія                                                          | ПП | ПН | Етнічна група    |
| ----- | --- | ------- | ------------------- | ------------------------------------------------------------------ | -- | -- | ---------------- |
|       | Партія демократичної дії Stranka demokratske akcije                                                                                           | SDA     | Бакір Ізетбегович   | Боснійський націоналізм Консерватизм Ісламська демократія          | 9  | 3  | Босняки          |
|       | Союз незалежних соціал-демократів Савез независних социјалдемократа Savez nezavisnih socijaldemokrata                                         | SNSD    | Мілорад Додік       | Сербський націоналізм Соціал-демократія                            | 6  | 4  | Серби            |
|       | Хорватська демократична співдружність Боснії і Герцеговини Hrvatska demokratska zajednica Bosne i Hercegovine                                 | HDZ BiH | Драган Чович        | Хорватський націоналізм Консерватизм Християнська демократія       | 5  | 4  | Хорвати          |
|       | Соціал-демократична партія Боснії і Герцеговини Socijaldemokratska partija Bosne i Hercegovine Социјалдемократска партија Босне и Херцеговине | SDP BiH | Нермін Нікшич       | Соціал-демократія                                                  | 5  | 1  | Многонаціональна |
|       | Сербська демократична партія Српска демократска странка Srpska demokratska stranka                                                            | SDS     | Вукота Говедарица   | Сербський націоналізм Націонал-консерватизм                        | 3  | 1  | Серби            |
|       | Демократичний фронт Demokratska fronta Демократски фронт                                                                                      | DF      | Желько Комшич       | Соціал-демократія Громадянський націоналізм                        | 3  | 1  | Многонаціональна |
|       | Союз за краще майбутнє Боснії і Герцеговини Savez za bolju budućnost Bosne i Hercegovine                                                      | SBB BiH | Фахрудин Радончич   | Ліберальний консерватизм Популізм Боснійський націоналізм          | 2  | 1  | Босняки          |
|       | Партія демократичного прогресу Партија демократског прогреса Partija demokratskog progresa                                                    | PDP     | Браніслав Боренович | Націонал-консерватизм                                              | 2  | 0  | Серби            |
|       | Наша партія Naša stranka Наша странка | NS      | Предраг Койович     | Соціал-демократія                                                  | 2  | 0  | Многонаціональна |
|       | Демократичний народний альянс Демократски народни савез Demokratski narodni savez                                                             | DNS     | Марко Павич         | Сербський націоналізм Націонал-консерватизм                        | 1  | 0  | Серби            |
|       | Партія демократичної дії Stranka demokratske aktivnosti                                                                                       | A-SDA   | Нермін Огрешевич    | Боснійський націоналізм Ісламська демократія Націонал-консерватизм | 1  | 0  | Босняки          |
|       | Незалежний блок Nezavisni Blok | NB      | Сенад Шепич         | Боснійський націоналізм Центризм Неолібералізм                     | 1  | 0  | Босняки          |
|       | Соціалістична партія Социјалистичка партија Socijalistička partija                                                                            | SP      | Петар Джокич        | Соціал-демократія Демократичний соціалізм                          | 1  | 0  | Серби            |